# Mangora picta
Mangora picta là một loài nhện trong họ Araneidae.
Loài này thuộc chi Mangora. Mangora picta được Octavius Pickard-Cambridge miêu tả năm 1889.